# 库尔德芒什
库尔德芒什（法語：Courdemanche，法語發音：[kuʁdəmɑ̃ʃ]）是法国萨尔特省的一个市镇，属于拉弗莱什区。

## 地理
库尔德芒什（47°48'52"N, 0°33'46"E）面积24.02 平方千米，位于法国卢瓦尔河地区大区萨尔特省，该省份为法国西北部内陆省份，北起顺时针与奥恩省、厄尔-卢瓦省、卢瓦-谢尔省、安德尔-卢瓦尔省、曼恩-卢瓦尔省和马耶讷省接壤，是法国大西部的入口，连接卢瓦尔河谷、布列塔尼和巴黎盆地。
与库尔德芒什接壤的市镇（或旧市镇、城区）包括：蒙特勒伊勒亨利、大吕塞、洛姆、圣乔治德拉库埃、卢瓦昂瓦莱。

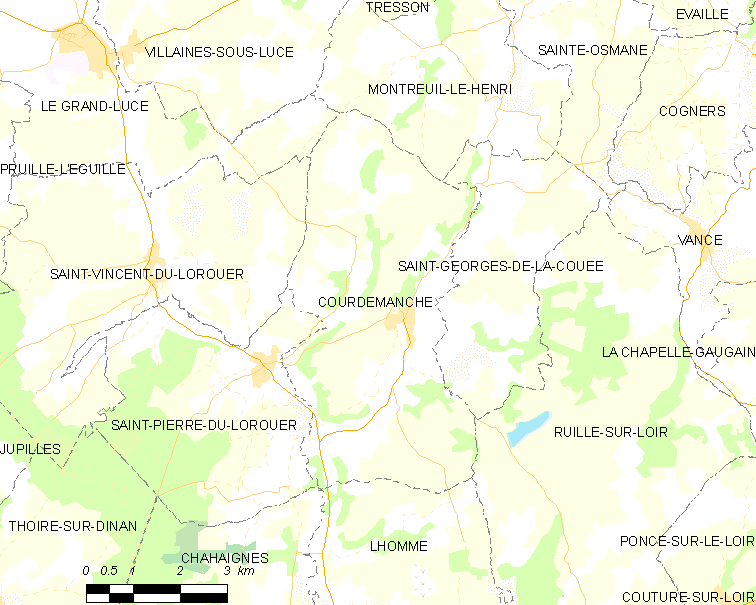
库尔德芒什的OSM定位图

库尔德芒什的时区为UTC+01:00、UTC+02:00（夏令时）。

## 行政
库尔德芒什的邮政编码为72150，INSEE市镇编码为72103。

## 政治
库尔德芒什所属的省级选区为卢瓦河畔蒙瓦勒县。

## 人口

1962-2008年间库尔德芒什人口变化图示

库尔德芒什于2022年1月1日时的人口数量为614人。